# Crotalaria harleyi
Crotalaria harleyi är en ärtväxtart som beskrevs av Donald Richard Windler och S.G.Skinner. Crotalaria harleyi ingår i släktet sunnhampor, och familjen ärtväxter. Inga underarter finns listade i Catalogue of Life.